# Affaire Shaima Alawadi
L'affaire Shaima Alawadi est une affaire judiciaire américaine survenue en 2012, concernant Shaima Alawadi, une citoyenne d'origine irakienne qui fut battue à mort par son époux Kassim Alhimidi, le 21 mars 2012.
Auparavant, ce meurtre évoquait l'hypothèse d'un second crime de haine, un mois après celui de Trayvon Martin jusqu’à l'arrestation de son époux.
Kassim Alhimidi fut condamné à une peine de 26 ans d'emprisonnement, en première instance puis confirmée en appel.

## Biographie
En 1993, Shaima Alawadi et sa famille quittent l'Irak, pour échapper au régime de Saddam Hussein, et s'installent aux États-Unis à Dearborn (Michigan), puis à San Diego (Californie) en 1996. Le couple a cinq enfants et Shaima Alawadi porte le voile islamique,.
Son époux et son frère, ont un emploi de conseiller culturel pour l'armée américaine.

## Déroulement du jour du meurtre
Le 21 mars 2012, Shaima Alawadi est retrouvée inanimée dans le salon familial par sa fille Fatima, elle aurait subi une violente agression et aurait été battue à mort. Selon la presse, à côté du corps, se trouve une lettre avec l'inscription « Retourne dans ton pays. Tu es une terroriste ». Shaima Alawadi meurt trois jours plus tard, des suites de ses blessures à l'hôpital d'El Cajon,.
Cette affaire provoque une vague d'indignations aux États-Unis, il s'agit, selon la police californienne, d'un « acte isolé, qui ne fait pas partie d'un schéma global de violence contre les immigrés »,.
Depuis, la police se tourne plutôt, au vu des indices, vers un crime d'honneur et a arrêté dans la soirée du 8 novembre 2012, Kassim Alhimidi, le mari de Shaima Alawadi. Alhimidi a été condamné à être détenu sans caution, et a plaidé non coupable à l'assassinat de Alawadi.